# دیوید فرگوسن (بازیکن فوتبال، زاده ۱۹۹۴)
دیوید فرگوسن (انگلیسی: David Ferguson؛ زادهٔ ۷ ژوئن ۱۹۹۴) بازیکن فوتبال اهل بریتانیا است.
از باشگاه‌هایی که در آن بازی کرده‌است می‌توان به باشگاه فوتبال یورک سیتی، باشگاه فوتبال دارلینگتون، باشگاه فوتبال هارتل پول یونایتد، باشگاه فوتبال بلکپول، باشگاه فوتبال بوستون یونایتد، و باشگاه فوتبال ساندرلند اشاره کرد.
وی همچنین در تیم ملی فوتبال England C بازی کرده‌است.